# Johannes Voigt
Johannes Voigt (Bettenhausen, 27 agosto 1786 – Königsberg, 23 settembre 1863) è stato uno storico tedesco.
Ha studiato storia, filologia e teologia all'Università di Jena, dove venne istruito dai famosi storici Heinrich Luden e Johann Jakob Griesbach. Dopo la laurea insegnò a Halle per qualche anno prima di diventare professore all'Università di Königsberg nel 1817. Suo figlio, Georg Voigt, fu anch'egli un famoso storico.
È famoso per il grande numero di scritti sulla storia della Prussia. Il suo lavoro più conosciuto, che parla di papa Gregorio VII, è intitolato "Hildebrand als Papst Gregor VII und sein Zeitalter". È un testo famoso perché si ritiene sia stato scritto con molta imparzialità da Voigt il quale, sebbene fosse di religione protestante, ha descritto Gregorio VII come un riformatore.